# Hotel Savoy w Warszawie

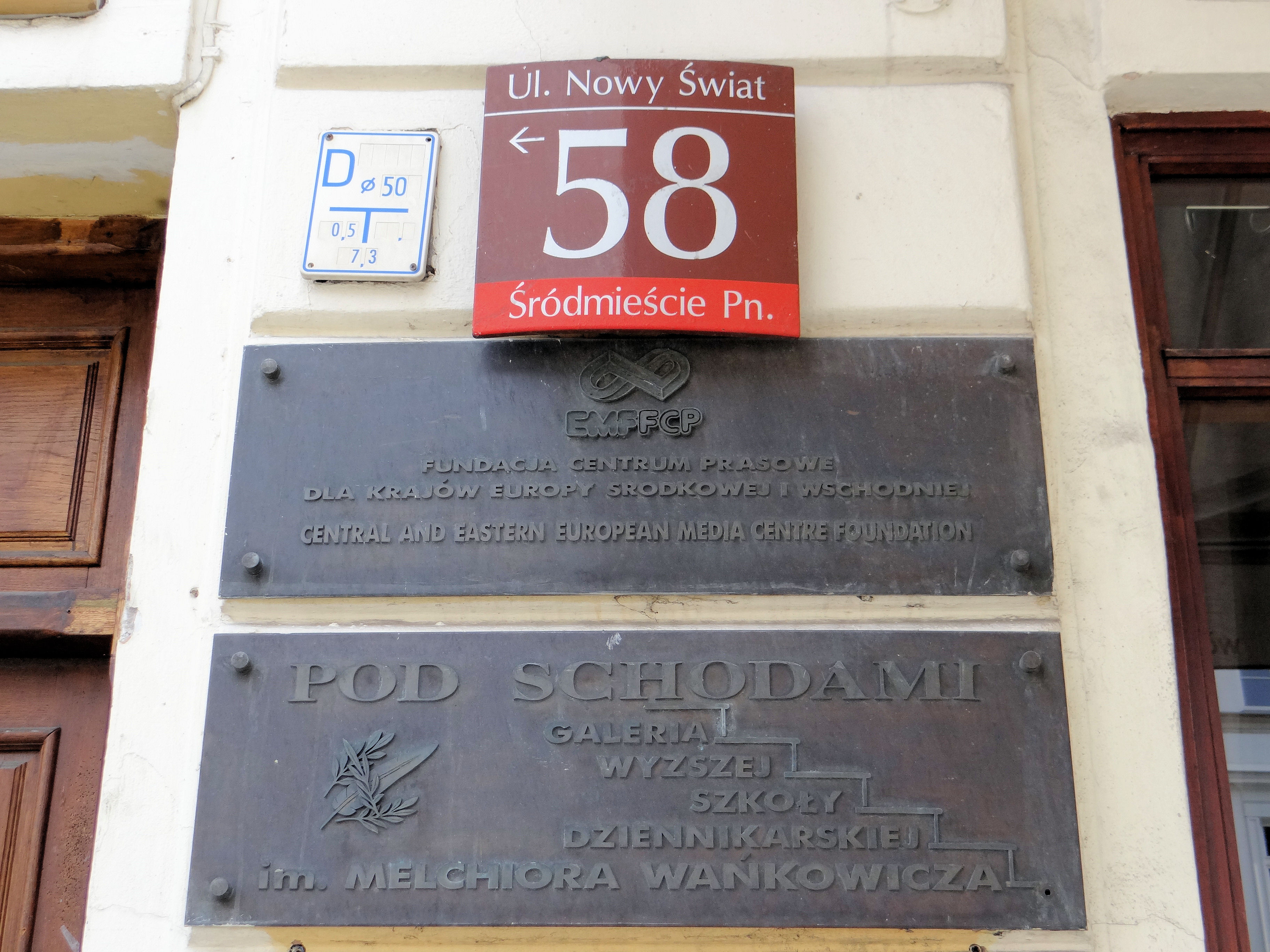
Tablice na budynku

Hotel Savoy – hotel, który znajdował się w Warszawie przy ul. Nowy Świat 58. Jeden z największych i najbardziej okazałych hoteli przedwojennej Warszawy, a także jedyny w pełni secesyjny budynek przy Nowym Świecie. 
Hotel, wybudowany w 1905 przez Stanisława Foka, w krótkim czasie stał się jednym z popularniejszych w Warszawie, jeszcze w latach 20. XX wieku zaliczano go do kategorii pierwszorzędnych.  Posiadał 56 pokoi. Wnętrze zdobiły młodopolskie freski Emila Lindemana i witraże Franciszka Białkowskiego. 
W latach 20. XX wieku w hotelu otwarto pierwszy w dziejach Warszawy dansing – jedno z pierwszych miejsc w historii miasta, do którego wstęp miały także samotne kobiety. Po II wojnie światowej wypalony budynek skrócono do dwóch pięter, a jego elewację skuto i zastąpiono klasycyzującą elewacją socrealistyczną. Budynek przestał pełnić funkcje hotelowe, jest m.in. siedzibą Wyższej Szkoły Dziennikarskiej.

## Historia
Budynek powstał w latach 1904–1905 w miejscu niewielkiej kamieniczki z drugiej połowy XVIII wieku. Budynek pod adresem Nowy Świat 58 mieści się w pobliżu skrzyżowania tej ulicy z Ordynacką, na działce o numerze hipotecznym 1311. W początkach XX wieku nie był to adres szczególnie prestiżowy, nowo wybudowaną kamienicę otaczały zaniedbane klasycystyczne kamieniczki, a na jej zapleczu mieściło się kilka drewnianych ruder.
Koszt budowy i wykończenia był tak duży, że pierwszy właściciel niemal zbankrutował, a dodatkową komplikacją dla inwestora były wydarzenia rewolucji 1905 roku. Dlatego już w 1907 budynek hotelu trafił na licytację; sprzedano go za sumę 165 tysięcy ówczesnych rubli. Nowymi nabywcami byli Stanisław i Józef Karszowie.

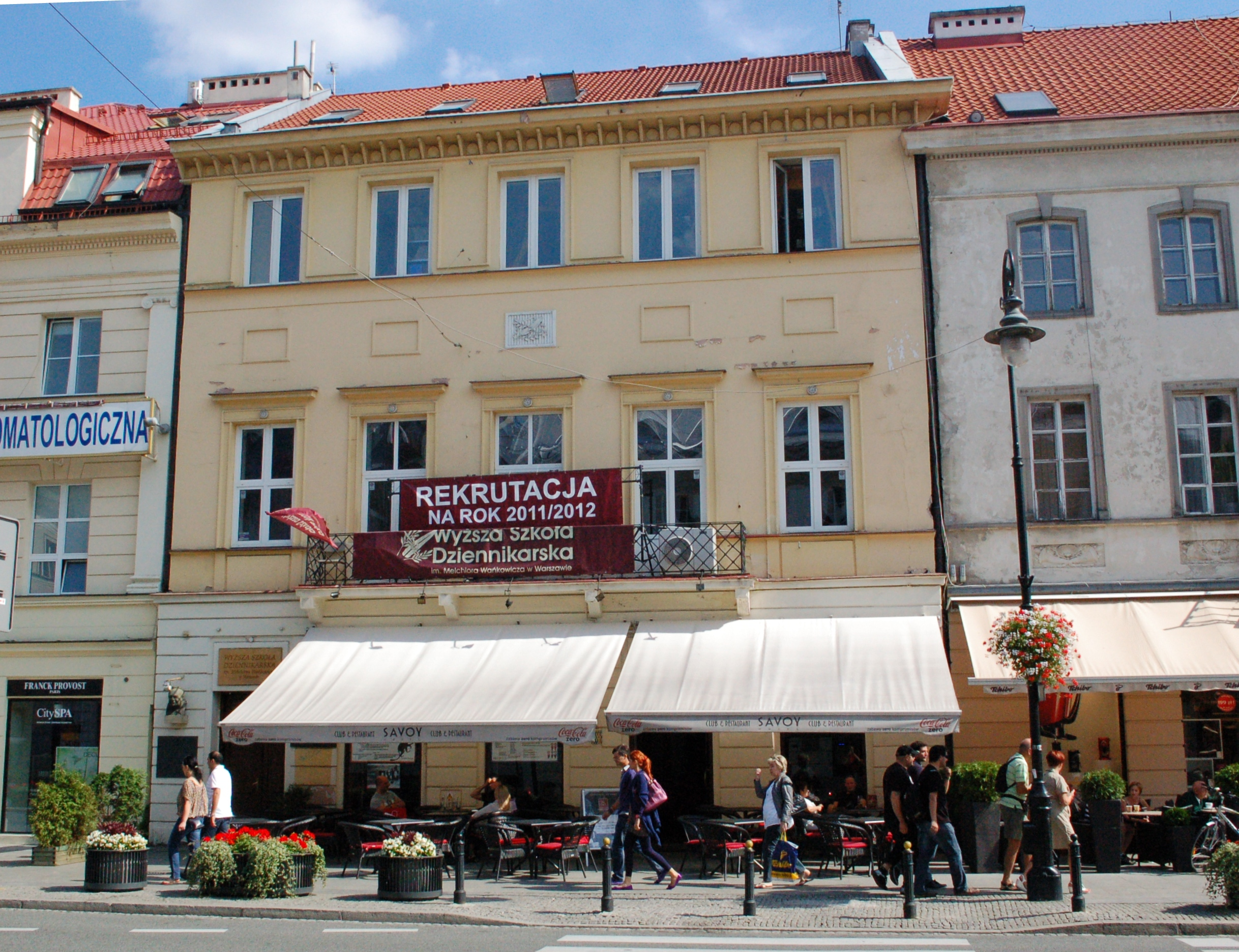
Współczesny widok przebudowanej kamienicy dawnego hotelu

W restauracji na początku lat 20. XX wieku ajent Szymański urządził pierwszy w Warszawie dansing. Lokal ten odegrał znaczącą rolę w życiu miasta, bowiem był pierwszym lokalem, do którego mogły wstępować także samotne kobiety, bez ryzyka, że zostaną uznane za prostytutki. W latach 20., obok pobliskiego Café Clubu (Nowy Świat 13) i Paradisu (Nowy Świat 3), był to najpopularniejszy lokal rozrywkowy w Warszawie. W latach 30. dansing zamieniono na nocny klub Cordial z muzyką na żywo.
W pierwszych dniach niemieckiej okupacji Warszawy hotelowy sejf został zarekwirowany przez Lothara Beutela, szefa Einsatzgruppe IV nazistowskiej Sicherheitspolizei, który wypełnił go zrabowanymi ludności cywilnej podczas kampanii wrześniowej dewizami i dobrami luksusowymi, a następnie przesyłał samolotem do Niemiec walizy wypełnione kosztownościami. 23 października 1939 został odwołany ze stanowiska i zdegradowany przez Heinricha Himmlera za „kradzież własności państwowej”, a po kilku tygodniach aresztowany w Monachium i wysłany do obozu koncentracyjnego Dachau, skąd jednak po pewnym czasie został wypuszczony i powrócił do służby w SS. Jego miejsce zajął Josef Meisinger.
Kamienica przetrwała II wojnę światową i zniszczenie Warszawy w niemal niezmienionym stanie, choć w 1939 została nieznacznie uszkodzona podczas niemieckiego oblężenia Warszawy, a w czasie powstania warszawskiego jej wnętrza strawił pożar. Podczas powojennej odbudowy Nowego Światu zdecydowano jednak o zrównaniu stojących przy tej ulicy domów do tej samej wysokości, a także o ujednoliceniu ich fasad. Dlatego we wczesnych latach 50. XX wieku budynek dawnego hotelu obniżono z pięciu kondygnacji do dwóch (oficyny do trzech), skuto także secesyjną fasadę i zastąpiono ją gładką połacią tynku urozmaiconą jedynie drobnymi klasycyzującymi socrealistycznymi detalami. Oryginalny wystrój przetrwał jedynie na elewacji od strony podwórza. Zachowała się także pewna ilość detali wystroju wewnętrznego.
Na parterze działał także przez pewien czas, nawiązujący do dawnego hotelu nazwą i wystrojem, klub nocny Savoy Hotel. Obecnie w budynku mieści się siedziba m.in. Wyższej Szkoły Dziennikarskiej im. Melchiora Wańkowicza

## Architektura
Autorem projektu był absolwent Politechniki Drezdeńskiej Bronisław Colonna-Czosnowski a inwestorem Stanisław Fok. Dla architekta był to pierwszy samodzielnie zrealizowany projekt obiektu hotelowego, choć już wcześniej zgłosił on swój projekt na konkurs mający wyłonić architekta warszawskiego Hotelu Bristol, a następnie był jednym z asystentów Henryka Marconiego podczas jego budowy.
Savoy budowany był od razu z myślą o przeznaczeniu hotelowym, choć jego projekt nastręczał pewne trudności, bowiem hotel powstał na stosunkowo wąskiej i nieforemnej działce o powierzchni zaledwie 466 metrów kwadratowych. W budynku głównym, a także w bocznej (południowej) i tylnej (wschodniej) oficynie o tej samej wysokości co budynek frontowy, mieściło się ok. 60 pokojów dla gości. Budynek zyskał liniowo-geometryczne, wyraźnie secesyjne cechy wystroju, tak wewnętrznego, jak i elewacji. Tę ostatnią zdobiły młodopolskie ornamenty w postaci wydłużonych łodyg tropikalnych roślin autorstwa malarza Emila Lindemana. Część okien restauracyjnych na piętrze oraz okien restauracyjnej werandy zdobiły witraże autorstwa Franciszka Białkowskiego. Secesyjne motywy zdobiły także pokrywające ściany restauracji boazerie.

Budynek liczył osiem kondygnacji. W podziemiu budynku głównego mieściły się magazyny restauracji i hotelu, a od strony podwórza – kotłownia centralnego ogrzewania i silnik zasilający prądnicę elektryczną. Na parterze hotelu mieścił się sklep konfekcji męskiej, uznawany za jeden z lepszych w mieście, a także główne wejście do hotelu z drzwiami obrotowymi oraz wejście dla służby i zaopatrzenia, z dostępem do windy towarowej. W głębi holu znajdowała się spiralna klatka schodowa, w środku której zamontowano elektryczną windę osobową. Na parterze przewidziano także miejsce na recepcję hotelową, poczekalnię, czytelnię, szatnię, gabinety restauracyjne dla ok. 20 gości, biura hotelu i toalety.

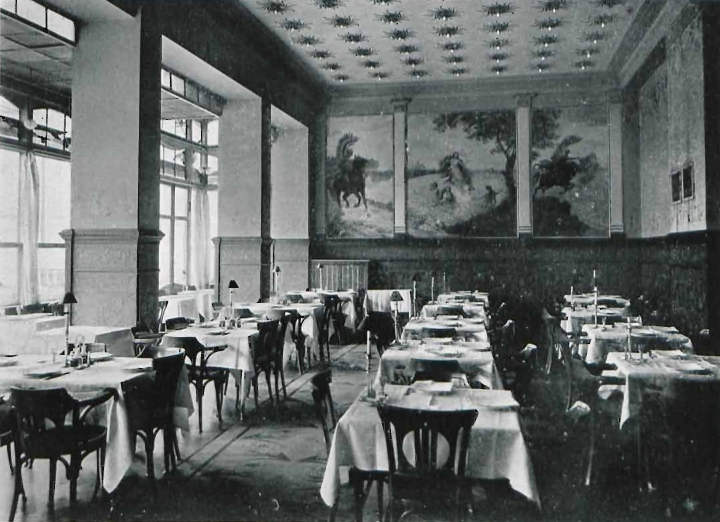
Widok ogólny sali restauracyjnej

Powyżej, na piętrze (technicznie rzecz ujmując – na antresoli, czy jak pisano w czasach budowy hotelu – międzypiętrzu), na wysokości 5,20 metra nad poziomem ulicy, ulokowano hotelową restaurację. Sala główna miała powierzchnię użytkową ok. 200 metrów kwadratowych. Na tym samym poziomie znalazły się także zmywalnie, pomieszczenia gospodarcze, bufet, toalety, a także stanowisko elektrycznych wind dowożących potrawy z kuchni. Poza obrys budynku, na półtora metra, wystawała ciągnąca się na całą szerokość budynku przeszklona weranda z kutego żelaza. Wystroju sali głównej dopełniało 250 żarówek elektrycznych.
W pomieszczeniu przyległym do głównej sali restauracyjnej umieszczono salę konferencyjną, wykorzystywaną także jako sala rezerwowa dla gości na wypadek wyjątkowo licznej imprezy. W sumie we wszystkich pomieszczeniach restauracji na parterze i antresoli restauracja mogła podjąć naraz ok. 250 gości.

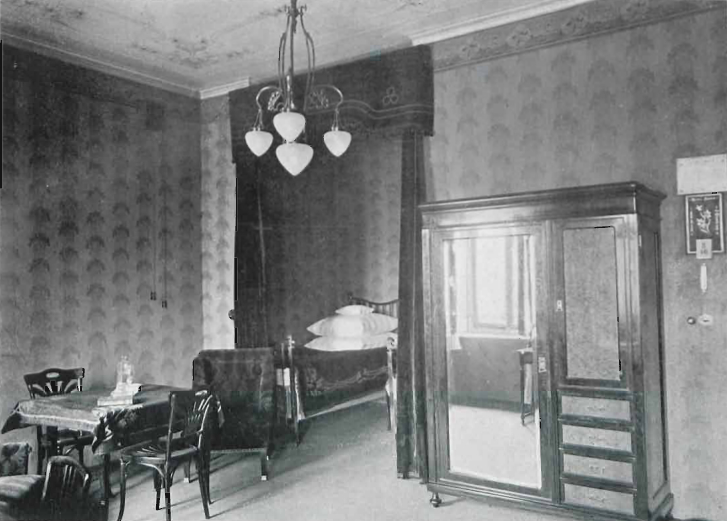
Wnętrze jednego z pokojów na ilustracji „Przeglądu Technicznego” z 1906 roku

Powyżej restauracji, na I piętrze, pomieszczono 11 pokojów hotelowych (numerów, jak nazywano je w ówczesnej polszczyźnie), w tym jeden apartament od frontu, z osobnym przedpokojem i alkową, urządzony w stylu Ludwika XV. Poza nimi na piętrze znalazły się także toalety, łazienki z wannami i prysznicami oraz pokój służbowy dla pokojowych. Jeden z pokojów miał osobną łazienkę z wanną, goście pozostałych korzystali ze wspólnych łazienek. Piętra II i III urządzone były tak samo, jak pierwsze. 
Na piętrze IV, poza pokojami dla gości hotelu, znalazły się także kuchnia restauracji wyposażona w trzy windy elektryczne: dwie do dowozu potraw do sal restauracyjnych i trzecia obsługująca piętra hotelowe, gabinety na parterze i mniejszą salę przyległą do głównej sali restauracyjnej. Dzięki takiemu rozwiązaniu miano uniknąć problemu wąskiego gardła w sytuacji większego niż zwykle obłożenia. Na najwyższej, ósmej kondygnacji, a właściwie na zaadaptowanym poddaszu, mieściły się jadalnie i toalety dla personelu, maszynownie wind, pomieszczenia dla służby i skład mebli.